# За гора (заказник)
За гора — ентомологічний заказник місцевого значення в Україні. Розташований у межах Львівського району Львівської області, біля села Тернів.
Площа 0,5 га. Оголошено рішенням Львівського облвиконкому № 495 від 09.10.1984 року. Перебуває у віданні: селянські спілки с. Стара Скварява та с. Мокротин.
Утворений з метою збереження місць проживання цінних видів ентимофауни: андреніди, галиктіди та інші (ктир шершенеподібний, джміль яскравий, стафілін волохатий, подалірій, махаон, ксилокопа звичайна).